# Pit stop

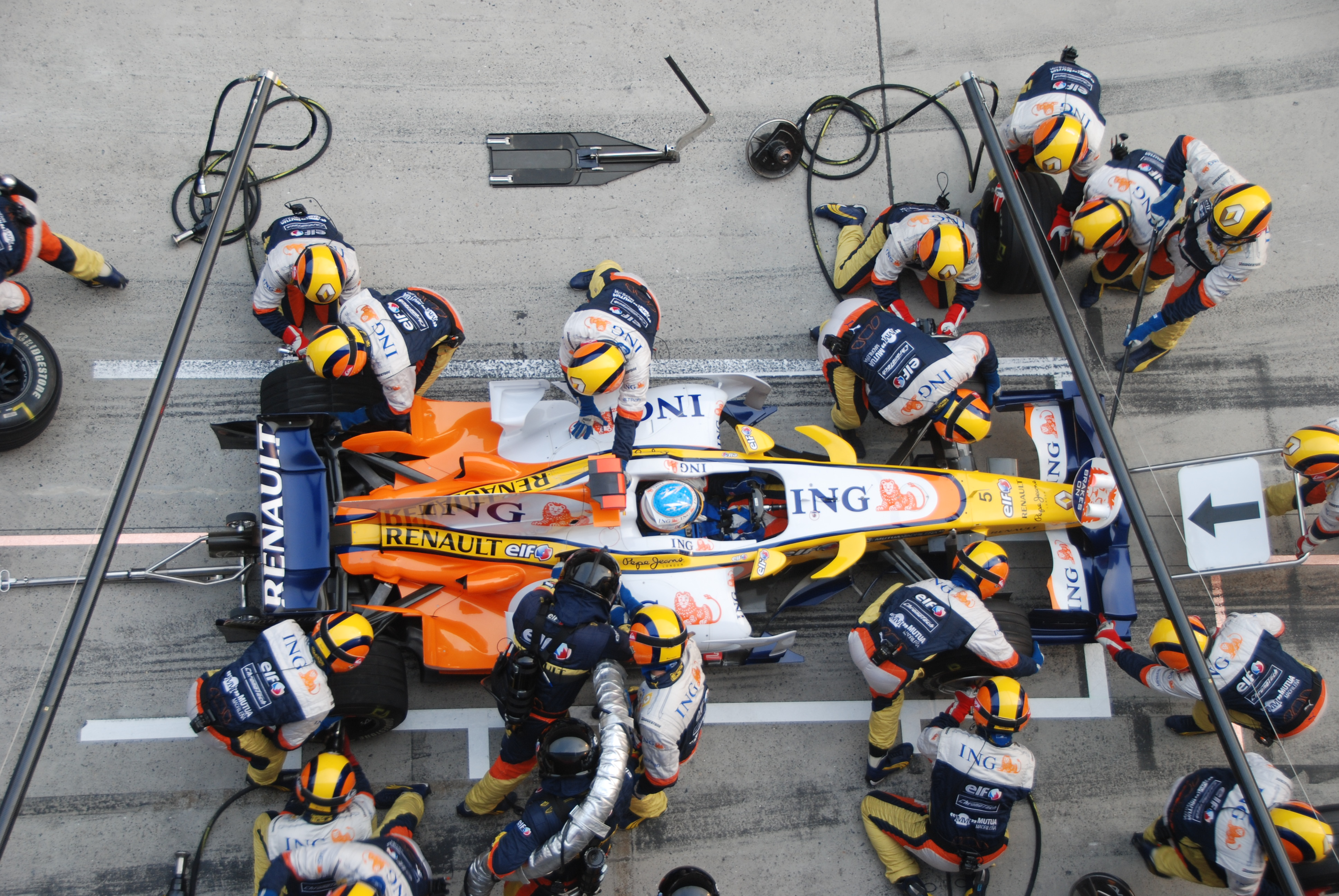
Pit stop zespołu Renault podczas wyścigu Formuły 1rok2008

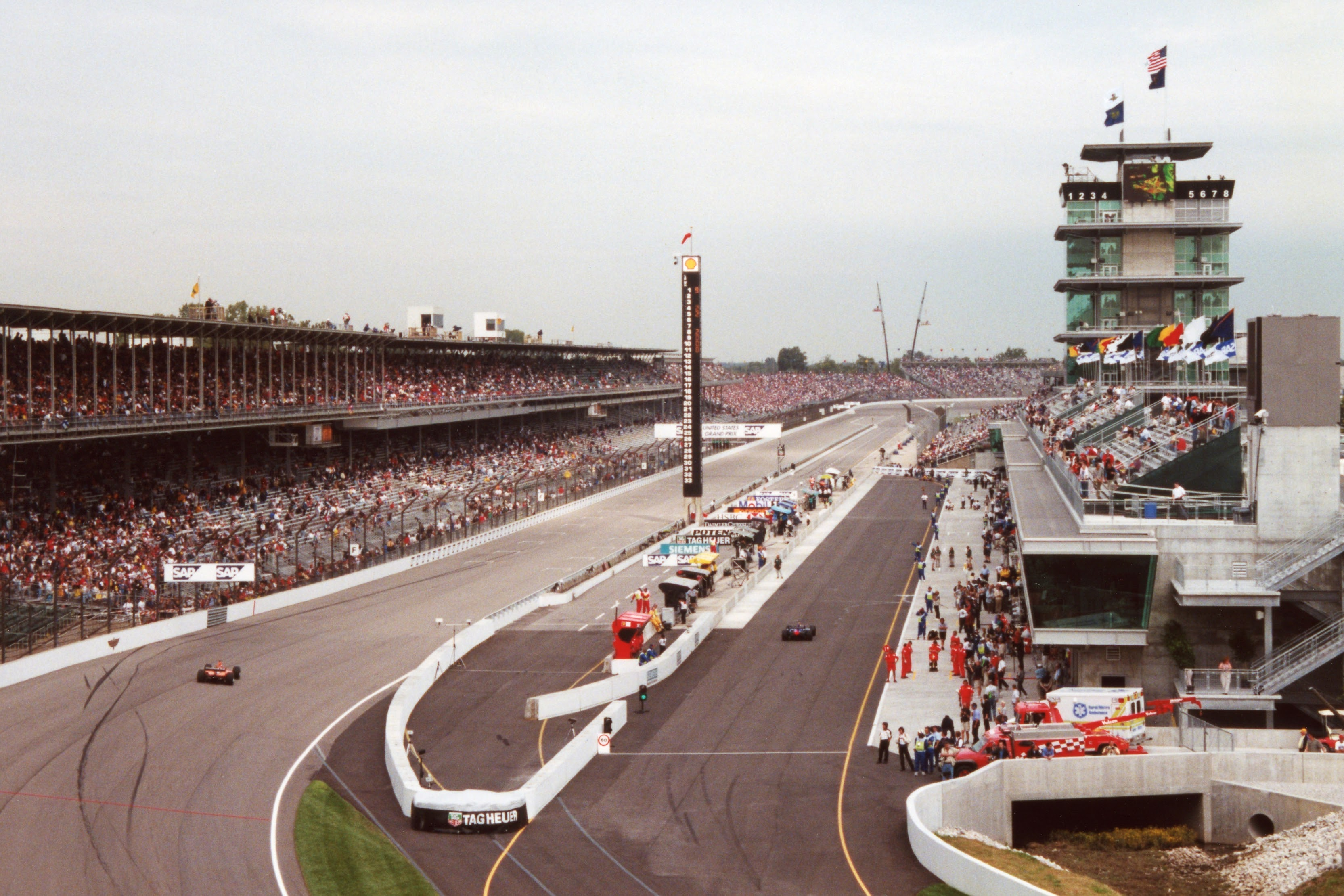
Fragment toru wyścigowego w Indianapolis; po prawej pit lane ze stanowiskami obsługi

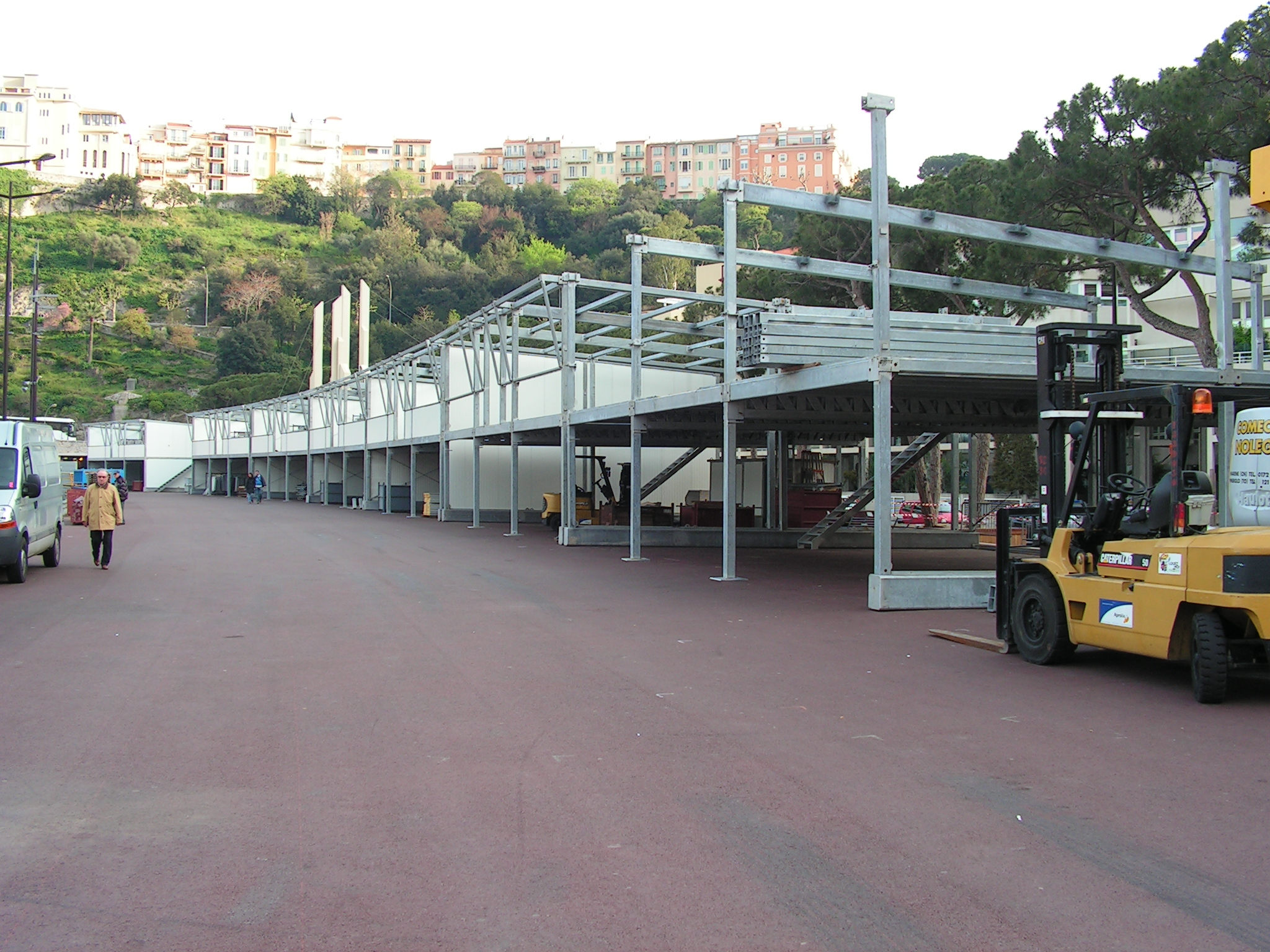
Budowa stanowisk obsługi przed Grand Prix Monako Formuły 1

Pit stop, postój w boksach – angielskie określenie oznaczające zatrzymanie się pojazdu uczestniczącego w wyścigu samochodowym na stanowisku obsługi technicznej. Postoje takie w wyścigach Formuły 1 wykorzystywane są na wymianę opon, czasem także na usunięcie drobnych usterek (np. wymianę uszkodzonego spojlera lub innego fragmentu nadwozia itp.), a w innych seriach wyścigowych (np. w amerykańskich IndyCar) również na uzupełnienie paliwa.

## Formuła 1
Począwszy od sezonu 2010 pit stopy zmieniły nieco swoją rolę, gdyż wtedy FIA zabroniła tankowania samochodu podczas wyścigu. Postoje w boksie przez to stały się krótsze, a wymiana czterech kół często trwa poniżej 3 sekund (rekordowym czasem może się poszczycić zespół McLaren , który podczas Grand Prix Kataru  w 2023 roku w samochodzie swojego kierowcy Lando Norrisa wymienił 4 koła w czasie 1,80 sekundy). Po tej zmianie przepisów w przeciętnym wyścigu mającym długość około 300 kilometrów kierowcy zatrzymują się na pit stop dwukrotnie. Strategia jednego pit stopu jest możliwa w niewielu przypadkach. Zależne to jest od ustawień samochodu, typu użytych opon, pogody w dniu wyścigu itp. Każdy zjazd na pit stop łączy się z koniecznością przejechania części okrążenia toru po specjalnie wyznaczonej trasie wzdłuż stanowisk obsługi, zwanej pit lane („uliczka z kanałami”); na odcinku tym kierowcy muszą znacznie zwolnić, nie przekraczając prędkości 80 km/h (podczas niektórych GP 60 km/h), co powoduje, że cała ta operacja: zjazd z toru, zatrzymanie, wymiana opon, wyjazd na tor łączy się ze stratą w sumie około dwudziestu sekund (w zależności od konfiguracji toru i samego pit lane).
Strategia wybrana przez zespół w wyścigu czasem decyduje o zwycięstwie, ogromny wpływ ma także sprawność zespołu obsługującego samochód. Czasem kluczowe znaczenie ma moment podjęcia decyzji o zmianie strategii, co zdarza się szczególnie wtedy, kiedy w trakcie wyścigu istotnie zmienia się pogoda; jeśli niespodziewanie zacznie padać deszcz trzeba porzucić zaplanowaną strategię i nakazać kierowcy zjazd na niezaplanowany wcześniej pit stop po to, aby wymienić opony na takie, które zapewnią pojazdowi optymalną przyczepność na mokrej nawierzchni. Zwlekanie z tą decyzją może doprowadzić do tego, że pojazd będzie miał skłonność do poślizgu i kierowca będzie zmuszony jechać znacznie wolniej; z drugiej jednak strony czasem może się okazać, że po kilku minutach deszcz ustąpi i nawierzchnia szybko wyschnie, co może uczynić wymianę opon niepotrzebną albo wręcz utrudniającą jazdę.